# Kanton Lannion
Der Kanton Lannion (bretonisch: Kanton Lannuon) ist seit 1790 ein französischer Kanton im Arrondissement Lannion, im Département Côtes-d’Armor und in der Region Bretagne; sein Hauptort ist Lannion.

## Geschichte
Der Kanton entstand am 15. Februar 1790. Von 1801 bis 2015 gehörten fünf Gemeinden zum Kanton Lannion. Mit der Neuordnung der Kantone in Frankreich sank die Zahl der Gemeinden 2015 auf 3. Die Gemeinde Caouënnec-Lanvézéac wechselte zum Kanton Bégard, die Gemeinde Ploubezre zum Kanton Plestin-les-Grèves.

## Lage
Der Kanton liegt im Nordwesten des Départements Côtes-d’Armor.

## Gemeinden

### Kanton Lannion seit 2015
Der Kanton besteht aus drei Gemeinden mit insgesamt 23.906 Einwohnern (Stand: 1. Januar 2022) auf einer Gesamtfläche von 67,30 km²:
| Gemeinde       | Bretonisch | Einwohner (2022) | Fläche (km²) | Code postal | Code Insee |
| -------------- | ---------- | ---------------- | ------------ | ----------- | ---------- |
| Lannion        | Lannuon    | 20.525           | 43,91        | 22300       | 22113      |
| Ploulec’h      | Ploulec’h  | 1.591            | 10,15        | 22300       | 22224      |
| Rospez         | Rospezh    | 1.790            | 13,24        | 22300       | 22265      |
| Kanton Lannion | Lannuon    | 23.906           | 67,30        | -           | 2207       |

### Kanton Lannion bis 2015
Der Kanton Lannion umfasste fünf Gemeinden. Diese waren: Caouënnec-Lanvézéac, Lannion (Hauptort), Ploubezre, Ploulec’h und Rospez.

### Bevölkerungsentwicklung des alten Kantons bis 2015
| 1962   | 1968   | 1975   | 1982   | 1990   | 1999   | 2006   | 2012   |
| ------ | ------ | ------ | ------ | ------ | ------ | ------ | ------ |
| 13.362 | 16.295 | 21.551 | 22.766 | 23.275 | 24.611 | 26.454 | 27.278 |

## Politik
Im 1. Wahlgang am 22. März 2015 erreichte keines der sechs Wahlpaare die absolute Mehrheit. Bei der Stichwahl am 29. März 2015 gewann das Gespann Claudine Féjean (PCF)/Patrice Kervaon (PS) gegen Sylvie Jehanno/Jean-Yves Roué (beide Divers droite) mit einem Stimmenanteil von 62,14 % (Wahlbeteiligung:49,78 %).
| Vertreter im conseil général des Départements | Vertreter im conseil général des Départements | Vertreter im conseil général des Départements |
| Amtszeit                                      | Name                                          | Partei                                        |
| --------------------------------------------- | --------------------------------------------- | --------------------------------------------- |
| 1967–1976                                     | Frédéric Bourdonnec                           | DVD                                           |
| 1976–1982                                     | Pierre Jagoret                                | PS                                            |
| 1982–2001                                     | Alain Gouriou                                 | PS                                            |
| 2001–2015                                     | Denis Mer                                     | PS                                            |
| 2015–                                         | Claudine Féjean Patrice Kervaon               | PCF PS                                        |